# Anaea lorna
Anaea lorna är en fjärilsart som beskrevs av Druce 1877. Anaea lorna ingår i släktet Anaea och familjen praktfjärilar. Inga underarter finns listade i Catalogue of Life.